# Peurankallio
Peurankallio är en ö i Finland. Den ligger i Bottenviken och i kommunen Simo i den ekonomiska regionen  Kemi-Torneå i landskapet Lappland, i den norra delen av landet. Ön ligger omkring 110 kilometer sydväst om Rovaniemi och omkring 610 kilometer norr om Helsingfors.
Öns area är 1,1 hektar och dess största längd är 180 meter i sydöst-nordvästlig riktning. Närmaste större samhälle är Kemi, 12,2 km norr om Peurankallio.